# アジ化銅(II)
アジ化銅(II)（あじかどう(II)、copper(II) azide）は、組成式がCu(N3)2の無機化合物である。衝撃や摩擦に敏感で非常に爆発しやすいため起爆剤に使われる。還元されやすい物質であり、ヒドラジンなどの還元剤と反応してアジ化銅(I)となる。

## 合成
硝酸銅(II)とアジ化ナトリウムとの複分解により得られる。
{\displaystyle {\ce {{Cu(NO3)2}+ 2NaN3 -> {Cu(N3)2}+ 2NaNO3}}}